# Xã Old River, Quận Jefferson, Arkansas
Xã Old River (tiếng Anh: Old River Township) là một xã thuộc quận Jefferson, tiểu bang Arkansas, Hoa Kỳ. Năm 2010, dân số của xã này là 68 người.